# Hopeit
Hopeit ist ein selten vorkommendes Mineral aus der Mineralklasse der „Phosphate, Arsenate und Vanadate“. Es kristallisiert im orthorhombischen Kristallsystem mit der Zusammensetzung Zn[6]Zn2[4][PO4]2 · 4H2O, ist also chemisch gesehen ein wasserhaltiges Zinkphosphat.
Hopeit entwickelt meist tafelige bis prismatische Kristalle, findet sich aber auch in Form büscheliger, strahliger oder massiger Mineral-Aggregate oder krustiger Überzüge. Sichtbare und unverwitterte Kristallflächen weisen einen glasähnlichen Glanz auf, Spaltflächen schimmern dagegen perlmuttartig. In reiner Form ist das Mineral farblos und durchsichtig. Durch vielfache Lichtbrechung aufgrund von Gitterbaufehlern oder multikristalliner Ausbildung kann es allerdings auch grauweiß erscheinen und durch Fremdbeimengungen eine gelbe bis orange Farbe annehmen. Seine Strichfarbe ist jedoch immer weiß.

## Etymologie und Geschichte

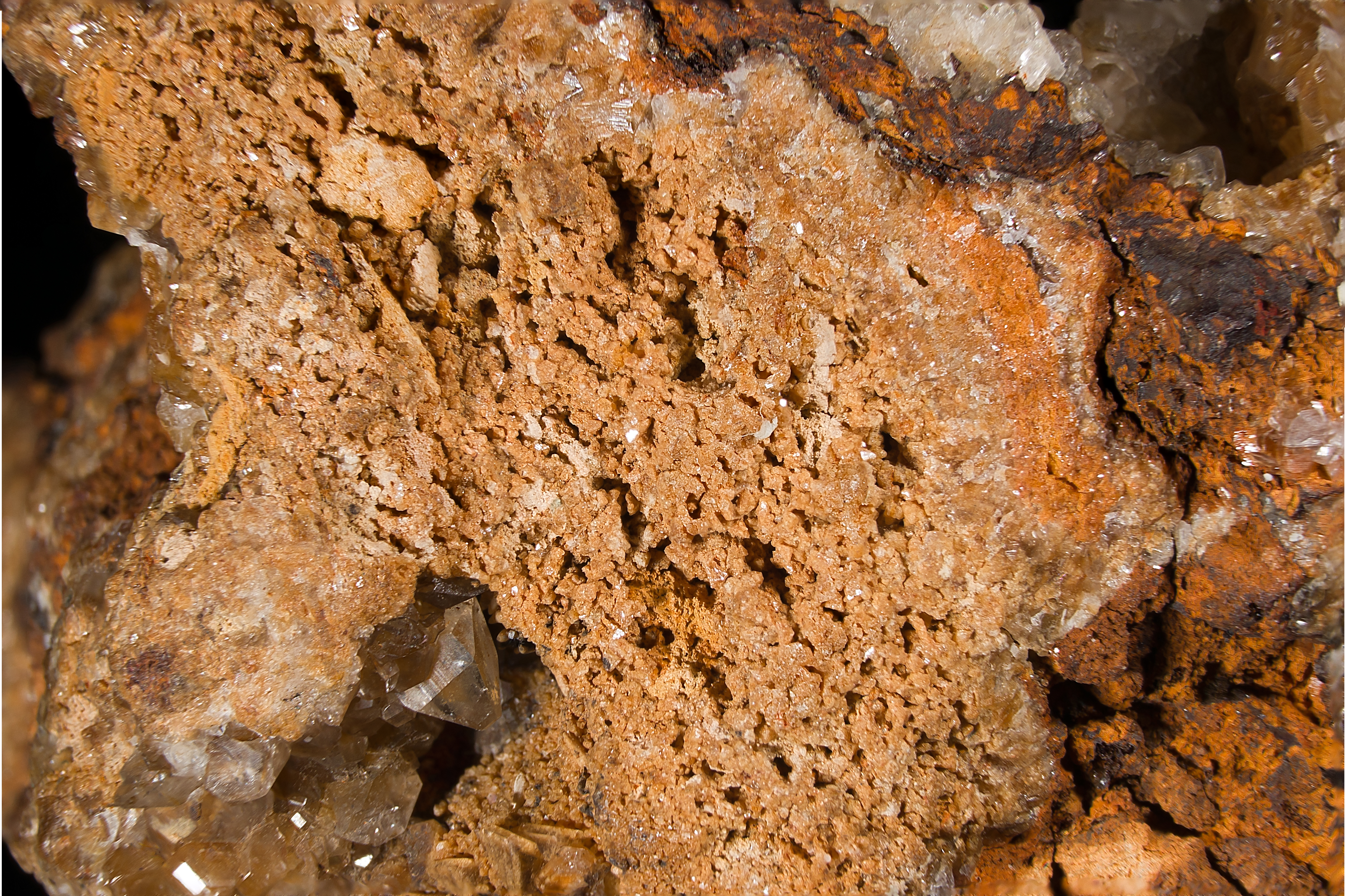
Hopeit und Hemimorphit (farblose Kristalle unten links) aus der Typlokalität „Altenberg“ (Sichtfeld 3,6 cm)

Erstmals entdeckt wurde Hopeit bei „Altenberg“ (heute Kelmis) in der belgischen Provinz Lüttich und beschrieben 1824 von David Brewster, der das Mineral nach dem schottischen Arzt und Chemiker Thomas Charles Hope (1766–1844) benannte.

## Klassifikation
In der veralteten 8. Auflage der Mineralsystematik nach Strunz gehörte der Hopeit zur Mineralklasse der „Phosphate, Arsenate, Vanadate“ und dort zur Abteilung „Wasserhaltige Phosphate, Arsenate und Vanadate ohne fremde Anionen“, wo er gemeinsam mit Parahopeit und Phosphophyllit in der „Hopeit-Parahopeit-Gruppe“ mit der Systemnummer VII/C.06 steht.
In der zuletzt 2018 überarbeiteten Lapis-Systematik nach Stefan Weiß, die formal auf der alten Systematik von Karl Hugo Strunz in der 8. Auflage basiert, erhielt das Mineral die System- und Mineralnummer VII/C.11-020. Dies entspricht der Klasse der „Phosphate, Arsenate und Vanadate“ und dort der Abteilung „Wasserhaltige Phosphate, ohne fremde Anionen“, wo Hopeit zusammen mit Arsenohopeit, Barahonait-(Al), Barahonait-(Fe), Batagayit, Currierit, Davidlloydit, Fahleit, Nizamoffit, Parahopeit, Phosphophyllit, Radovanit und Smolyaninovit eine unbenannte Gruppe mit der Systemnummer VII/C.11 bildet.
Die von der International Mineralogical Association (IMA) zuletzt 2009 aktualisierte 9. Auflage der Strunz’schen Mineralsystematik ordnet den Hopeit in die Klasse der „Phosphate, Arsenate und Vanadate“ und dort in die Abteilung „Phosphate usw. ohne zusätzliche Anionen; mit H2O“ ein. Hier ist das Mineral in der Unterabteilung „Mit kleinen und großen/mittelgroßen Kationen“ zu finden, wo es als einziges Mitglied eine unbenannte Gruppe mit der Systemnummer 8.CA.30 bildet.
In der vorwiegend im englischen Sprachraum gebräuchlichen Systematik der Minerale nach Dana hat Hopeit die System- und Mineralnummer 40.03.04.01. Das entspricht der Klasse der „Phosphate, Arsenate und Vanadate“ und dort der Abteilung „Wasserhaltige Phosphate etc.“. Hier findet er sich innerhalb der Unterabteilung „Wasserhaltige Phosphate etc., mit (A2+)3(XO4)2 × x(H2O)“ in der „Hopeitgruppe“, in der auch Rollandit eingeordnet ist.

## Modifikationen und Varietäten
Die Verbindung Zn[6]Zn2[4][PO4]2 · 4H2O ist dimorph, kommt also in der Natur neben dem orthorhombisch kristallisierenden Hopeit noch als triklin kristallisierender Parahopeit vor.

## Bildung und Fundorte

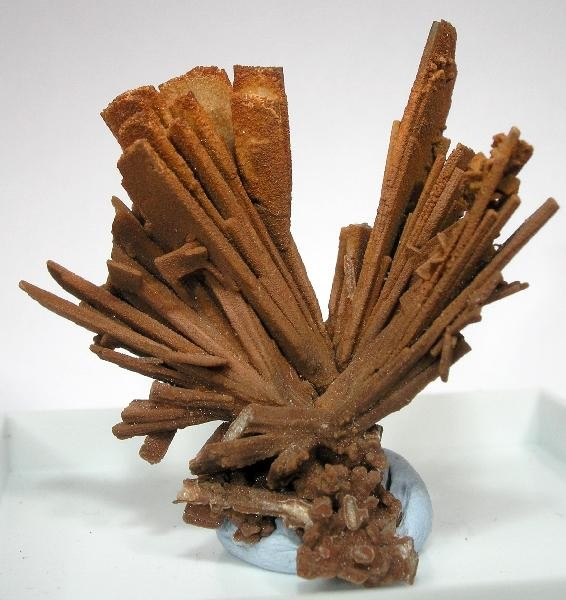
Seltene Pseudomorphose von Hopeit nach Hemimorphit aus der „Kabwe Mine“ (Broken Hill Mine), Sambia (Größe: 3,5 × 3 × 2 cm)

Hopeit bildet sich in einigen hydrothermalen Zink-Lagerstätten und komplexen granitischen Pegmatiten. Überkrustungen entstehen in Knochen-Brekzien in Kalksteinhöhlen. Begleitminerale sind unter anderem Ferrisicklerit, Hemimorphit, Hydroxylapatit, Laueit, Leukophosphit, Robertsit, Smithsonit, Spencerit, Sphalerit, Tarbuttit, Triphylin und Vanadinit.
Als seltene Mineralbildung konnte Hopeit bisher (Stand: 2011) nur an wenigen Fundorten nachgewiesen werden. Als bekannt gelten rund 20 Fundorte. und seine Typlokalität „Altenberg“ (Kelmis) ist der bisher einzige bekannte Fundort in Belgien.
In Deutschland trat das Mineral unter anderem am Kreuzberg bei Pleystein und an mehreren Orten nahe Hagendorf/Waidhaus in Bayern, in der Grube Glücksrad in Niedersachsen, in der Erzgrube Büsbacherberg-Brockenberg in Nordrhein-Westfalen und in der Grube Friedrichssegen bei Frücht in Rheinland-Pfalz auf.
Weitere Fundorte liegen unter anderem in Australien, Bolivien, China, Kanada, Portugal, Sambia, Spanien, Südafrika und den Vereinigten Staaten von Amerika.

## Kristallstruktur
Hopeit kristallisiert orthorhombisch in der Raumgruppe Pnma (Raumgruppen-Nr. 62) mit den Gitterparametern a = 10,62 Å; b = 18,43 Å; c = 5,02 Å sowie 4 Formeleinheiten pro Elementarzelle.